# Esino
L'Esino és un riu d'Itàlia a Les Marques. Els seus afluents per l'esquerra són el rierol Fossato, Giano, els torrents Granita i Sentino, i el rierol Triponzio; i per la dreta els torrents Césola i Esinante, i els rierols Liscia i Pratacci.
D'una llargada d'uns 90 km, naix al Monte Cafaggio i desemboca al mar adriàtic a Fiumesino, al nord de la ciutat d'Ancona. Desguassa una conca de 1300 km² i ha creat una val al·luvial densament poblada.
El seu nom antic era Aesis o Αἶδις. Va constituir en un primer temps el límit entre el territori dels sènons i el Picè; i, per tant, es considerava com el límit nord d'Itàlia al costat de l'Adriàtic. Però després de la conquesta del territori dels sènons, quan els confins d'Itàlia es van estendre fins al Rubicó, l'Aesis era el límit entre les dues províncies d'Umbria i Picenum. En parlen Estrabó, Plini el Vell, Pomponi Mela i Claudi Ptolemeu. Segons Sili Itàlic el seu nom derivava del nom d'un cabdill pelasg que va conquerir el territori. Apià explica que a les seves ribes es va lliurar una gran batalla entre Quint Cecili Metel Pius i Gai Carrines, el legat de Gneu Papiri Carbó.